# Соколов, Дарко
Дарко Соколов (макед. Дарко Соколов; род. 8 мая 1986, Кочани, Кочани) — северомакедонский профессиональный баскетболист, в настоящее время выступает за северомакедонский клуб «Гостивар» и национальную сборную Северной Македонии.

## Карьера

### Клубная
Профессиональная карьера игрока началась в 2002 году, с этого момента практически все игры Дарко провёл в Македонской Премьер-Лиге. Также пробовал свои силы на Украине, где выступал за клуб Суперлиги «Химик», а также в баскетбольной лиге Боснии и Герцеговины — за клуб «Босна». В настоящее время выступает в македонской команде «Карпош Соколи».

### Международная
Игрок выступает за национальную команду Северной Македонии. Принимал участие в Евробаскете 2009, где его команда заняла 9-е место — на тот момент лучший результат. В 2011 году на чемпионате Европы сборная Республики Македонии дошла до стадии полуфиналов, обыграв хозяев чемпионата — сборную Литвы.